# A Pig Is a Boy Is a Dog
A Pig Is a Boy Is a Dog is de drieëntwintigste aflevering van het vierde seizoen van het tienerdrama Beverly Hills, 90210, die voor het eerst werd uitgezonden op 2 maart 1994.

## Verhaal
Brenda en Donna wonen een opstand voor dierenrechten bij. De universiteit weigert echter te stoppen met het testen op dieren. Nadat Rocky overlijdt aan kanker, zweert Brenda wraak te nemen. Ze sluit zich aan bij een groep van radicale dierenactivisten. Hoewel Andrea haar ervan heeft verzekerd dat de dieren absoluut geen pijn voelen, breekt ze met de groep in en laat alle dieren vrij. Er komt echter een inval van de FBI en Brenda wordt gearresteerd.
Dylan weigert Lucinda's film te financeren, omdat hij denkt dat ze enkel met hem flirtte voor zijn geld. Als Dylan en Brandon ontdekken dat ze elkaars vriendin hebben gezoend, worden ze razend op elkaar. Dylan probeert Brandon te slaan, maar mist hem en raakt Steve. Brandon beëindigt niet veel later ook zijn relatie met Lucinda, omdat zij er niet mee zit dat ze vreemd is gegaan.

## Rolverdeling
- Jason Priestley - Brandon Walsh
- Shannen Doherty - Brenda Walsh
- Jennie Garth - Kelly Taylor
- Ian Ziering - Steve Sanders
- Gabrielle Carteris - Andrea Zuckerman
- Luke Perry - Dylan McKay
- Brian Austin Green - David Silver
- Tori Spelling - Donna Martin
- Carol Potter - Cindy Walsh
- James Eckhouse - Jim Walsh
- Joe E. Tata - Nat Bussichio
- Mark D. Espinoza - Jesse Vasquez
- Dina Meyer - Lucinda Nicholson
- Joshua Beckett - Josh Richland
- Paul Lieber - Activist
- Dan Spector - Allan
- Teri Austin - Ingrid
- Lawrence Monoson - Jon Farrino
- Victoria Fischer - Janet Cherno